# 川田利明
川田利明（日语：／ Kawada Thshiaki，1963年12月8日—）是一名日本男子職業摔角選手。同時也是摔角手、企業家、料理家、藝人。
他出道於1982年，以踢技聞名。跟同樣是摔角手的三澤光晴是高中學長學弟關係的好友。雖未公開發表引退，但自2010年6月開始淡出摔角界，重心轉往自創品牌「麺ジャラスK」的拉麵店。

## 生平
川田利明出生於梔木縣都賀郡栃木市。 
中學時代雖然加入棒球社，但比起棒球對角力更有興趣。3年級時曾同時寄信給全日本摔角及新日本摔角自薦，獲得新日本回覆並參加測試，合格。原本打算中學畢業後即加入新日本摔角，但是後來在母親希望至少念個高中的要求下繼續升學。
高中時加入角力社與大1歲的三澤光晴相識，因為三澤也以職業摔角手為目標而對其有種親切感。3年級時自己的角力天賦完全綻放，在多項賽事拿到優勝。1982年高中畢業後，雖然由於學生時代角力戰績輝煌，收到多所角力名校大學的邀請，母親與老師也都建議去讀大學，但是由於中學時已經放棄入門新日本聽母親的話繼續升學，所以這次意志堅定地選擇朝職業摔角手邁進，於是由當時已經在全日本出道的三澤介紹加入全日本摔角。
雖然是由三澤光晴介紹加入全日本摔角，不過新人時期跟冬木弘道比較常往來，出道戰的對手也是冬木。
雖然曾獲得海外修行的機會，但回國後仍以打暖場比賽為主成長有限。不過在原本一直在全日本摔角參戰，由長州力率領的「ジャパンプロレス」成員1987年脫離全日本戰線(只有谷津嘉章繼續留在全日本)後，天龍源一郎為活化全日本戰線解除與巨無霸鶴田的雙打組合並和阿修羅原組成Revolution（天龍同盟），於是在當時還沒有打出成績的情況下決定加入天龍同盟，天龍同盟後來加入山姆森冬木(即冬木弘道)及小川良成。
1990年天龍同盟因天龍源一郎退出全日本摔角轉戰SWS而解散，在選手大量退出之際，巨人馬場決定讓三澤光晴組成以超越巨無霸鶴田為目標的超世代軍，於是與田上明、小橋健太和菊地毅成為超世代軍成員之一。其中田上於加入沒多久就因鶴田原本的搭檔谷津嘉章退團而被鶴田指名為搭檔而轉為鶴田軍。在超世代軍與鶴田軍的對抗中，因為與田上同為軍團的二當家，所以在單打及雙打都常與田上有激烈的對戰，當時「川田利明VS田上明」的單打對決成為相當受觀眾歡迎的對戰組合。
巨無霸鶴田因B型肝炎無法繼續成為主力選手後，改以超越三澤光晴為目標，故於1993年4月21日從超世代軍畢業，與田上明、淵正信、小川良成組成聖鬼軍，並且與原本的宿敵田上長期組成搭檔，此時與三澤、田上和小橋健太並稱為全日本四天王。秋山準快速成長後並稱為五強，一起帶動全日本的盛世。
2000年全日本與NOAH分裂事件發生後，選擇與淵正信繼續留在全日本而跟學長三澤分手。在肩負全日本招牌的壓力下有了更多與其他團體選手對戰的機會，是原全日本四天王中唯一與新日本的鬥魂三銃士橋本真也、武藤敬司和蝶野正洋都曾經單打對戰過的選手。
2004年Hustle Entertainment團體成立後，定期參加該團體的比賽，並在該團體以李小龍的造型亮相，且展現出自己的表演天分。
2005年2月16日敗給小島聰失去三冠王座後，3月自全日本退團，改以「無所屬」（因為不喜歡用自由這個字）的身分繼續活躍於摔角界，並參戰多個摔角團體，其中包括NOAH及原本隸屬的全日本。
2010年6月，「麺ジャラスK」拉麵店開幕後，雖未引退但逐漸淡出摔角界。

## 主要經歷

### 全日本職業摔角

#### 1982年
- 10月4日，於千葉・大原町消防署前的大會對冬木弘道一戰後出道。

#### 1985年
- 赴派往海外修行，但成效不彰，回國後仍然以打暖場比賽跟當場邊助手為主。

#### 1987年
- 加入天龍源一郎的「Revolution」(天龍同盟)。
- 與山姆森冬木((即冬木弘道)組成「フットルース」，而原本隸屬全日本正規軍(或稱鶴田軍)的冬木，也在此時轉為天龍同盟。

#### 1988年
- 原本天龍源一郎的搭檔阿修羅原因長崎事件遭全日本解雇，在1988年的世界雙打決定聯盟戰開幕當天被拔擢為天龍的搭檔。其中一場對戰優勝呼聲相當高的巨無霸鶴田、谷津嘉章組，以對手場外出局獲勝。
- 12月16日，和天龍源一郎搭檔於世界雙打決定聯盟戰最後一天的賽事面對史坦·漢森、泰瑞·高堤組，只要獲勝積分就能和巨無霸鶴田、谷津嘉章組並列第一。最後敗北，比較積分後獲得第4名。

#### 1989年
- 2月23日，和天龍源一郎搭檔挑戰世界雙打冠軍巨無霸鶴田、谷津嘉章組，挑戰失敗。
- 7月2日，於限定新人參賽的翌檜(あすなろ)盃聯盟戰中首次與小橋健太進行單打對決，獲勝。
- 於1989年的笠檜盃聯盟戰獲得優勝。雖然獎杯有點小，而且還在跟高野俊二的比賽中被弄斷門牙，但是因此得到跟天龍源一郎單打對決的機會。
- 10月8日，首度和天龍源一郎進行單打對決，敗北。之後於自傳中表示有些感受只有實際跟天龍對戰才能體會，如果只是搭檔或是當旁觀者的話是體會不到的。
- 11月，和山姆森冬木搭檔參加世界雙打決定聯盟戰，獲得第8名。

#### 1990年
- 4月7日，天龍同盟宣布解散，回到全日本正規軍，此時即感覺到天龍源一郎的態度改變。
- 4月26日，天龍源一郎宣布退出全日本轉戰SWS，之後陸續有選手跟隨天龍退出全日本，作為天龍同盟成員也收到了天龍的邀請。雖然因為遲遲未打出成績而一度有想轉去SWS的想法，但在巨人馬場讓三澤光晴成立超世代軍，以打倒巨無霸鶴田為目標活絡團體後，選擇繼續留在全日本。
- 5月14日，和第2代虎面搭檔對戰谷津嘉章、山姆森冬木組，比賽當中協助第2代虎面脫掉面具恢復素顏的三澤光晴，最後獲勝。
- 和田上明、小橋健太、菊地毅一起加入三澤光晴的超世代軍，但田上後來成為巨無霸鶴田的搭檔而轉為鶴田軍。
- 11月，和三澤光晴搭檔參加世界雙打決定聯盟戰，與巨無霸鶴田、田上明組及放克兄弟(小妥瑞·放克、泰瑞·放克)組並列第3名。

#### 1991年
- 1月2日，參加新春重量級Battle Royal比賽，剛上擂台沒多久就被田上明拉出場外大亂鬥，最後兩人雙雙場外出局，被宣判退場後兩人仍持續大亂鬥。
- 2月26日，和三澤光晴搭檔挑戰世界雙打冠軍泰瑞·高堤、史提夫·威廉斯組，挑戰失敗。
- 3月，首度參加冠軍嘉年華系列賽，以4勝3敗的成績獲得B組第3名。
- 6月5日，和三澤光晴搭檔挑戰世界雙打冠軍史坦·漢森、丹尼·史派比組，挑戰失敗。
- 7月24日，和三澤光晴搭檔挑戰世界雙打冠軍泰瑞·高堤、史提夫·威廉斯組，挑戰成功，成為第17代世界雙打冠軍。
- 9月4日，和三澤光晴搭檔接受巨無霸鶴田、田上明組的世界雙打冠軍挑戰，防衛成功。
- 10月24日，挑戰三冠王者巨無霸鶴田，是生涯首度挑戰三冠，當天在發燒到39度的狀態下出賽，挑戰失敗。
- 12月6日，因參加世界雙打決定聯盟戰而繳回世界雙打冠軍頭銜，和三澤光晴搭檔於最後一天的賽事面對泰瑞·高堤、史提夫·威廉斯組，只要獲勝即可拿下優勝。最後敗北，比較積分後獲得第5名。

#### 1992年
- 3月，參加冠軍嘉年華系列賽，獲得B組第3名。
- 6月5日，挑戰第9代三冠王者史坦·漢森，挑戰失敗，這場比賽成為1992年年度最佳比賽。
- 7月21日，在三澤光晴、小橋健太、菊地毅組對戰田上明、淵正信、小川良成組的比賽中，代替比賽中發生左肩膀脫臼意外的三澤完成比賽。
- 9月9日，於次期三冠挑戰者決定戰擊敗田上明，取得挑戰第10代三冠王者三澤光晴的資格。
- 10月21日，挑戰第10代三冠王者三澤光晴，挑戰失敗，這場比賽被認為是超世代頂上對決。
- 12月4日，和三澤光晴搭檔於世界雙打決定聯盟戰最後一天的賽事擊敗田上明、秋山準組，獲得優勝，成為第20代世界雙打冠軍。

#### 1993年
- 1月30日，和三澤光晴搭檔接受泰瑞·高堤、史提夫·威廉斯組的世界雙打冠軍挑戰，防衛失敗失去王座。
- 3月，參加冠軍嘉年華系列賽，獲得第5名。
- 4月21日，和小橋健太、菊地毅搭檔對戰田上明、淵正信、小川良成組，敗北。比賽結束後正式脫離超世代軍，與田上、淵、小川組成聖鬼軍。
- 5月20日，和田上明搭檔挑戰世界雙打冠軍泰瑞·高堤、史提夫·威廉斯組，挑戰成功，成為第22代世界雙打冠軍。
- 6月1日，和田上明搭檔接受三澤光晴、小橋健太組的世界雙打冠軍挑戰，防衛成功。
- 7月26日，和田上明搭檔接受前任冠軍泰瑞·高堤、史提夫·威廉斯組的世界雙打冠軍挑戰，防衛成功。
- 7月29日，挑戰第10代三冠王者三澤光晴，挑戰失敗。
- 9月3日，和田上明搭檔接受史坦·漢森、泰德·迪比亞西組的世界雙打冠軍挑戰，防衛失敗失去王座。
- 10月17日，和田上明搭檔挑戰世界雙打冠軍史坦·漢森、泰德·迪比亞西組，挑戰失敗未能奪回王座。
- 12月3日，和田上明搭檔於世界雙打決定聯盟戰最後一天誰贏誰優勝的比賽中對戰三澤光晴、小橋健太組，敗北，比較積分後獲得第3名。

#### 1994年
- 4月16日，於冠軍嘉年華系列賽決賽擊敗史提夫·威廉斯，首度獲得優勝，是四天王中最先獲得冠軍嘉年華優勝的選手。
- 5月21日，和田上明搭檔挑戰世界雙打冠軍三澤光晴、小橋健太組，挑戰失敗。
- 6月3日，挑戰第10代三冠王者三澤光晴，挑戰失敗。
- 10月22日，挑戰第11代三冠王者史提夫·威廉斯，挑戰成功，成為第12代三冠王者且為首度奪冠。
- 12月10日，和田上明搭檔參加世界最強雙打冠軍決定聯盟戰，只要取得優勝即可拿下世界雙打冠軍成為五冠王。於最後一天只要獲勝即可取得優勝的比賽中敗給史坦·漢森、巨人馬場組。加上同一天三澤光晴、小橋健太組擊敗史提夫·威廉斯、強尼·艾斯組，比較積分後與漢森、馬場組並列第2名，無緣五冠王，三澤、小橋組獲得2連霸。

#### 1995年
- 1月19日，接受小橋健太的三冠挑戰，打滿60分鐘平手，防衛成功。
- 1月24日，和田上明搭檔挑戰世界雙打冠軍三澤光晴、小橋健太組，打滿60分鐘平手，挑戰失敗。
- 3月4日，接受史坦·漢森的三冠挑戰，防衛失敗失去王座。
- 3月，參加冠軍嘉年華系列賽，獲得第3名無緣連霸。
- 4月2日，全日本參加由多個摔角團體合辦的「夢之橋」大會並提供1場比賽，和田上明、強尼·艾斯搭檔對戰三澤光晴、小橋健太、史坦·漢森組，打滿30分鐘平手。
- 6月9日，和田上明搭檔挑戰世界雙打冠軍三澤光晴、小橋健太組，挑戰成功，成為第26代世界雙打冠軍，是生涯首度從三澤身上取得壓制勝，這場比賽成為1995年年度最佳比賽。
- 7月24日，挑戰第14代三冠王者三澤光晴，挑戰失敗。
- 10月15日，和田上明搭檔接受三澤光晴、小橋健太組的世界雙打冠軍挑戰，打滿60分鐘平手，防衛成功。
- 10月25日，與原本隸屬UWF國際(UWF International)後來轉戰全日本的蓋瑞·歐布萊特進行單打對決，獲勝，且視歐布萊特的加入為敲開全日本鎖國政策的黑船。
- 12月9日，和田上明搭檔參加世界最強雙打聯盟戰，於最後一天敗給三澤光晴、小橋健太組吞下2連亞，三澤、小橋組3連霸。因從這年開始系列賽開始前時任世界雙打冠軍無須繳回頭銜，故仍為世界雙打冠軍。

#### 1996年
- 1月24日，和田上明搭檔接受史坦·漢森、蓋瑞·歐布萊特組的世界雙打冠軍挑戰，防衛失敗失去王座。
- 2月20日，和田上明搭檔挑戰第27代世界雙打冠軍史坦·漢森、蓋瑞·歐布萊特組，挑戰成功奪回頭銜，成為第28代世界雙打冠軍。
- 3月，參加冠軍嘉年華系列賽，獲得第6名。
- 5月23日，和田上明搭檔接受三澤光晴、秋山準組的世界雙打冠軍挑戰，防衛失敗失去王座。
- 5月24日，於次期三冠挑戰者決定戰與小橋健太單打對決，獲勝。
- 6月7日，挑戰第15代三冠王者田上明，挑戰失敗。
- 7月9日，和田上明搭檔挑戰第29代世界雙打冠軍三澤光晴、秋山準組，挑戰失敗未能奪回王座。
- 9月11日，代表全日本參戰UWF國際(UWF International)神宮球場大會，與高山善廣進行單打對決，獲勝。賽後聽到主辦單位說因為自己參戰而門票多賣了1~2萬張，感到非常高興。
- 10月18日，挑戰第16代三冠王者小橋健太，打滿60分鐘平手，挑戰失敗。
- 12月6日，和田上明搭檔於世界最強雙打聯盟戰決賽擊敗三澤光晴、秋山準組，獲得優勝。

#### 1997年
- 1月17日，和田上明搭檔挑戰第30代世界雙打冠軍史提夫·威廉斯、強尼·艾斯組，挑戰成功，成為第31代世界雙打冠軍。
- 1月26日，中學到新日本測試時把自己修理得滿頭包的藤原喜明參戰全日本，與淵正信搭檔對戰藤原、菊地毅組，獲勝。
- 3月1日，和田上明搭檔接受蓋瑞·歐布萊特、高山善廣組的世界雙打冠軍挑戰，防衛成功。
- 4月19日，因當年冠軍嘉年華系列賽與三澤光晴、小橋健太積分相同，故於同一天三方再戰，結果抽到打第2場跟第3場。第2場面對第1場打滿30分鐘的三澤只打了6分多鐘即獲勝，接著在第3場擊敗小橋拿下優勝。
- 5月27日，和田上明搭檔接受小橋健太、強尼·艾斯組的世界雙打冠軍挑戰，防衛失敗失去王座。
- 6月6日，挑戰第17代三冠王者三澤光晴，挑戰失敗。
- 9月15日，於摔角迷感謝日和三澤光晴、馳浩搭檔，對戰田上明、小橋健太、秋山準組，是最後一次與三澤搭檔出賽，打滿60分鐘平手。
- 12月5日，和田上明搭檔再度於世界最強雙打聯盟戰決賽擊敗三澤光晴、秋山準組，獲得2連霸，並讓三澤、秋山組吞下2連亞。

#### 1998年
- 1月25日，和田上明搭檔挑戰第34代世界雙打冠軍小橋健太、強尼·艾斯組，挑戰成功，成為第35代世界雙打冠軍。
- 3月，參加冠軍嘉年華系列賽，和小橋健太並列第3名。
- 5月1日，於全日本首次的東京巨蛋大會挑戰第17代三冠王者三澤光晴，是三冠戰首次採無時間限制(一般是60分鐘為限)，挑戰成功，不僅成為第18代三冠王者，也是第1次在三冠戰擊敗三澤，並成為五冠王(三冠3條腰帶+世界雙打2條腰帶)。賽後接受訪問時表示這是自己摔角人生中最幸福的時刻，並且以持續防衛頭銜到三澤來挑戰為目標。
- 6月5日，和田上明搭檔接受小橋健太、強尼·艾斯組的世界雙打冠軍挑戰，這場比賽也被視為三冠戰的前哨戰，防衛成功。
- 6月12日，接受小橋健太的三冠挑戰，防衛失敗失去王座，是第一次在單打比賽敗給小橋，之後拒絕任何採訪直到下一次挑戰三冠為止。
- 7月15日，和田上明搭檔接受蓋瑞·歐布萊特、高山善廣組的世界雙打冠軍挑戰，防衛成功。
- 10月11日，和田上明搭檔接受小橋健太、秋山準組的世界雙打冠軍挑戰，防衛成功。
- 12月，和田上明搭檔參加世界最強雙打聯盟戰，獲得第3名無緣3連霸。

#### 1999年
- 1月7日，和田上明搭檔接受小橋健太、秋山準組的世界雙打冠軍挑戰，防衛失敗失去王座。
- 1月22日，挑戰第20代三冠王者三澤光晴，雖然挑戰成功成為第21代三冠王者，但因為右手骨折須至少3個月治療，而於1月29日宣布歸還頭銜。
- 5月2日，於復出戰與馳浩進行單打對決，獲勝。
- 5月7日，三澤光晴就任全日本社長的同時，擔任副社長一職，但內心其實只想單純當選手，一點都不想當副社長。
- 6月4日，於札幌中島體育中心紀念大會和小橋健太搭檔，對戰三澤光晴、田上明組，是相隔數年後四天王再度同場出賽(但卡司不同)，獲勝。
- 7月23日，挑戰第23代三冠王者三澤光晴，挑戰失敗，中止三冠戰對戰三澤2連勝。
- 8月24日，7月23日比賽過後出現眼部不適，打完一個系列賽後不見改善，經精密檢查後發現兩眼眼窩骨折必須開刀，當年度剩下的系列賽無法再上場，原訂於9月4日5大單打比賽中和貝達單打對決只得變更對戰卡司，社長三澤光晴於8月27日決定安排自己當天打2場。

#### 2000年
- 1月17日，於復出戰與小橋健太進行單打對決，敗北。
- 2月17日，於札幌舉辦的「北都4大單打比賽」初次與貝達進行單打對決，敗北。
- 3月31日，這年冠軍嘉年華賽制改為單敗淘汰制，於第1輪敗給三澤光晴。
- 6月9日，和田上明搭檔參加第42代世界最強雙打冠軍決定淘汰賽，於第1輪擊敗強尼·艾斯、麥克·巴頓組，接著在決賽擊敗大森隆男、高山善廣組，成為第42代世界雙打冠軍，但隨即因全日本與NOAH分裂事件而繳回頭銜。
- 6月13日，於只開了不到10分鐘的全日本董事會中和淵正信選擇繼續留在全日本，與高中時的學長三澤光晴分手。
- 6月16日，正式完成換約，接受訪問時表示自己無法放下「全日本」這塊招牌，否則1990年天龍源一郎退團轉戰SWS時就會跟著一起離開了。全日本改由巨人馬場遺孀馬場元子擔任社長後，與淵正信共同擔任副社長的職務。
- 6月19日，雖然已經退團的三澤光晴前社長等25位選手有意打完下一個全日本系列賽再行退團，不過於這天的緊急記者會中與淵正信共同宣布不要求前述25位選手出賽，僅基於「信賴關係」及「契約考量」要求於4個大會(7月13日松山、7月15日七尾、7月17日富山及7月20日博多)出賽，且於這4個大會均未與25位選手的任一位搭檔或對戰。
- 10月9日，在歷經多次與新日本的不平等交涉後，於東京巨蛋與時任IWGP重量級冠軍佐佐木健介進行無頭銜單打對決，在背負團體招牌壓力超大的情況下獲勝，佐佐木因這場敗戰決定歸還IWGP重量級冠軍頭銜。
- 10月28日，參加第26代三冠王者決定淘汰賽，於決賽敗給天龍源一郎，無緣王座。

#### 2001年
- 1月4日，前IWGP重量級冠軍佐佐木健介繳回頭銜後，參加第27代IWGP重量級冠軍決定淘汰賽，最後於決賽敗給佐佐木，無緣王座，佐佐木成功奪回頭銜。
- 1月14日，於第43代世界雙打冠軍決定戰和淵正信搭檔，對戰太陽蓋亞、強尼·史密斯組，敗北。
- 3月，參加恢復為循環賽的冠軍嘉年華系列賽，獲得第3名。
- 10月27日，在「全日本 VS WAR」的5對5單打系列賽中，睽違多年再度與出道戰的對手冬木弘道進行單打對決，獲勝。

#### 2002年
- 2月24日，挑戰第27代三冠王者武藤敬司，挑戰成功，成為第28代三冠王者。但受到右膝傷勢惡化影響，在沒有進行任何防衛戰之前就將王座歸還，且3月開始的冠軍嘉年華系列賽只打了1場即退賽。

#### 2003年
- 7月6日，在全日本和ZERO-ONE的對抗賽中和武藤敬司搭檔，對戰橋本真也、小川直也組，敗北。
- 7月19日，在全日本和ZERO-ONE的對抗賽中和小島聰搭檔，對戰小川直也、藤井克久組，獲勝，但賽後雙方陣營仍不斷持續大亂鬥。
- 9月6日，第31代三冠王者橋本真也因肩膀脫臼歸還頭銜後，參加三冠王者決定淘汰賽，最後於決賽擊敗大谷晉二郎成為第32代三冠王者。
- 10月26日，接受敦·福萊的三冠挑戰，防衛成功，是首次在三冠防衛戰中獲勝。在那之前只有1995年對小橋健太打滿60分鐘平手防衛成功1次，其他2場防衛戰都敗北(1995年3月4日對史坦·漢森，1998年6月12日對小橋健太)。另外還有2次(第21代、第28代)因為受傷而在沒有進行任何防衛戰之前就無奈歸還王座。
- 12月14日，參戰ZERO-ONE與小川直也進行單打對決，原本以雙方場外出局結束，後來又再進行延長賽，最後仍以雙方KO作收，未分出勝負。

#### 2004年
- 除了全日本外，並且自Hustle Entertainment團體旗揚戰開始參加該團體的比賽，以李小龍的造型亮相。
- 1月18日，接受天龍源一郎的三冠挑戰，防衛成功，之後指定前一代冠軍橋本真也當下次的挑戰者。
- 2月22日，接受橋本真也的三冠挑戰，防衛成功。
- 3月，參加冠軍嘉年華系列賽，但只打了1場即因傷退賽。
- 5月8日，接受米克·佛利的三冠挑戰，防衛成功。
- 6月12日，接受賈買爾的三冠挑戰，防衛成功。
- 7月18日，接受大森隆男的三冠挑戰，防衛成功。
- 9月3日，接受西村修的三冠挑戰，防衛成功。
- 10月31日，接受太陽蓋亞的三冠挑戰，防衛成功，追平原由三澤光晴保持的連續8次防衛成功紀錄。
- 12月5日，接受天山廣吉的三冠挑戰，防衛成功，超越三澤光晴成為新的三冠王座連續防衛成功次數保持人。

#### 2005年
- 1月16日，接受佐佐木健介的三冠挑戰，防衛成功，將連續防衛成功次數推進到10次。
- 2月16日，接受小島聰的三冠挑戰，防衛失敗失去王座，中止連續10次防衛成功的紀錄，此紀錄目前尚未被打破(宮原健斗以10次平紀錄)，也是首次在單打比賽敗給平成(1989年)後出道的選手。比賽結束後親自將冠軍腰帶交給小島並為其繫上。

### 無所屬

#### 2005年
- 3月，退出全日本，並且發表「無所屬」(因為不喜歡用Free這個字)宣言。雖然退出全日本但當年的冠軍嘉年華系列賽還是有參加，獲得B組第1名，但在交叉賽中敗給A組第2名的佐佐木健介，無緣決賽。
- 4月24日，首度站上NOAH的擂台跟NOAH的摔角迷打招呼，並請學長三澤光晴務必將7月18日空下來，獲得三澤將在東京巨蛋擂台等候的回覆。
- 7月18日，參戰NOAH東京巨蛋大會與三澤光晴相隔5年後再度進行單打對決，也是最後一次與三澤單打對決，敗北。
- 8月，參加新日本G1 CLIMAX系列賽，被分在A組，無緣決賽。

#### 2006年
- 8月27日，在時任三冠王者太陽蓋亞的指名下挑戰三冠頭銜，挑戰失敗。

#### 2007年
- 1月4日，參戰新日本職業摔角與全日本職業摔角創立35周年東京巨蛋大會，以全日本摔角選手身分與中邑真輔單打對決，獲勝。
- 2月17日，在第52代世界雙打冠軍決定戰與太陽蓋亞搭檔，對戰諏訪魔、RO'Z組，獲勝，成為第52代世界雙打冠軍。
- 3月30日，參戰全日本冠軍嘉年華系列賽，於決賽敗給武藤敬司無緣優勝。
- 8月26日，和太陽蓋亞搭檔接受巫毒殺手幫(VOODOO MURDERS)小島聰、TARU組的世界雙打冠軍挑戰，防衛失敗失去王座。
- 10月18日，參戰全日本代代木大會挑戰三冠王者佐佐木健介，挑戰失敗。
- 12月9日，由於佐佐木健介的搭檔中嶋勝彦手部骨折無法參加世界最強雙打聯盟戰，而與佐佐木搭檔參賽，因積分與小島聰、諏訪魔組相同而爭取進入優勝決定戰的門票，最後敗北無緣挑戰優勝。

#### 2008年
- 3月，參加冠軍嘉年華系列賽，和武藤敬司並列A組第2名。
- 8月，參加新日本G1 CLIMAX系列賽，被分在B組，無緣決賽。

#### 2009年
- 10月3日，在三澤光晴追悼系列賽中睽違9年再度與田上明搭檔，對戰秋山準、KENTA組，獲勝。

#### 2010年
- 2月，參加NOAH舉辦的地球規模重量級系列賽。
- 6月12日，「麺ジャラスK」 拉麵店開幕，店名取自於自己綽號「デンジャラスK」的諧音，自此淡出擂台，雖然沒有公開發表引退，但實際上已與引退無異。學長三澤光晴於擂台上意外身亡，致使感受不到摔角的魅力為決定淡出擂台的重要原因。
- 8月15日，參戰新日本大會和第4代虎面、天龍源一郎搭檔，對戰長州力、AKIRA（野上彰）、超強機器組，獲勝，是到目前為止的最後一場比賽。

### 淡出擂台後
- 2013年5月11日，於小橋建太引退儀式中上台獻花，與其他人走入場道不同，選擇從擂台邊緣入場。
- 2013年12月7日，於田上明引退賽中擔任比賽解說員。
- 2017年10月21日，出席秋山準、大森隆男的出道25周年紀念儀式。
- 2018年4月26日，舉辦「Holy War vol.1」(我的脫口秀對決)活動，和丸藤正道進行脫口秀。雖然丸藤在言談之中透露出邀請復出的訊息，但沒有正面回應。
- 2022年5月31日，參加巨無霸鶴田23回忌追善興行，並表示現在鶴田依然是自己心目中最強的摔角選手。

## 得過頭銜

### 全日本職業摔角
- 三冠重量級王座：
  - 第12、18、21、28、32代
- 世界雙打王座：
  - 第17、20代，搭檔均為三澤光晴
  - 第22、26、28、31、35、42，搭檔均為田上明
  - 第52代，搭檔為太陽蓋亞
- 亞洲雙打王座：
  - 第45代、第47代、第49代，搭檔均為冬木弘道
- 翌檜杯聯盟戰優勝：
  - 1989年
- 冠軍嘉年華優勝：
  - 1994年、1997年
- 世界最強雙打決定賽：
  - 1992年，搭檔為三澤光晴
  - 1996年、1997年，搭檔均為田上明

### ZERO1
- 世界重量級王座：
  - 第6代

### 職業摔角大賞
- 1991年 最優秀雙打隊伍賞（搭檔為三澤光晴）
- 1992年 年度最佳比賽賞（1992年6月5日三冠重量級頭銜戰，史坦·漢森 vs 川田利明）
- 1994年 敢鬥賞
- 1995年 年度最佳比賽賞（1995年6月9日世界最強雙打頭銜戰，三澤光晴&小橋健太 vs 川田利明&田上明）
- 1997年 最優秀雙打隊伍賞（搭檔為田上明）
- 2000年 敢鬥賞
- 2000年 年度最佳比賽賞（2000年10月9日，佐佐木健介 vs 川田利明）
- 2004年 殊勳賞

## 軼事
- 常被稱為「名勝負製造機」。
- 出生時是產婆來家裡接生的。
- 自傳裡曾提到本身是一個喜歡說話的人，常會滔滔不絕的說不停。
- 雖然高中上課時大多在打瞌睡中度過，不過由於唸的是機械科，因此對製圖方面的領域還算在行，而且喜歡看住宅改造類型的節目。
- 入門當天搬進全日本的宿舍時就看到當時還不會喝酒的學長三澤光晴被前輩灌酒之後醉倒在宿舍的畫面，旁邊還有一堆嘔吐物。
- 出道戰時因為還沒有屬於自己的圖章，所以大會對戰卡司小冊子裡面是用已經沒在全日本打比賽的外國選手圖章剪接成「カワダ」（「川田」的片假名），對於這點一直耿耿於懷。
- 與山姆森冬木組成搭檔時原本沒有確定名稱，因為媒體先用「フットルース」(取自1984年的電影Footloose，中文譯名為「渾身是勁」)稱呼而使用，以穿著花紋長褲，入場時會丟彩帶為特色。但事實上彩帶是自己掏腰包買的，所以每次丟彩帶都覺得是在丟自己的薪水。
- 1988年頂替被解雇的阿修羅原成為天龍源一郎的搭檔參加世界雙打冠軍聯盟戰時，因為太晚入選所以來不及於開幕式前做好肩帶，是唯一沒有做肩帶的選手。不過作為搭檔的前輩天龍知道其尷尬之處，所以入場時也刻意不用肩帶。
- 1990年天龍源一郎和大量選手退團轉戰SWS時因為還沒有打出成績，在受到天龍邀請時一度有想跟隨天龍退團的想法。但是在巨人馬場決定讓其和三澤光晴組成超世代軍，以超越巨無霸鶴田為目標後，就打消了退團的念頭。到2000年全日本與NOAH分裂事件發生時，則是意志堅定選擇留在全日本。
- 原本不欣賞馳浩這個在新日本時批評全日本，轉戰全日本時卻一直說全日本好話，又腳踏國會議員與職業摔角兩條船的人。不過因為在全日本與NOAH分裂事件後馳浩並沒有參戰NOAH，而對馳浩稍微有所改觀。
- 視巨人馬場為偶像，所以馬場過世後有一段時間是腦袋空白的。
- 認為自己是無法同時做好很多事情的人，所以在1999年三澤光晴接任全日本社長，自己得跟著當副社長的同時，感到相當抗拒，認為無法同時兼顧選手與公司經營。
- 2000年6月13日大量選手宣布退團的全日本董事會中，對於小橋健太開會前還和馬場元子有說有笑地談論手術與傷勢問題，會議開始後卻馬上說自己要退團的行為最為感到衝擊。
- 全日本與NOAH分裂事件發生後，有不少自由選手及其他團體的選手陸續想參戰全日本，但十分反對大仁田厚參戰。
- 自己表示過除了摔角外喜歡唱歌、演戲等的表演。於參戰Hustle團體時因劇情需要，展現出其表演天分。
- 摔角選手佐佐木健介曾表示川田利明踢擊是地表最強。
- 可以理解三澤光晴退出全日本追求「理想的摔角」這件事情，但因為當時自己想在「全日本的擂台」上追求屬於自己「理想的摔角」，所以在三澤創立NOAH時沒有跟著一起去。除此之外，認為只要巨人馬場當時還在世，即使馬場不再繼續當選手跟參與公司經營，全日本與NOAH的分裂事件也絕對不會發生。
- 對於小島聰2004年7月18日與三澤光晴的比賽「覺得感動」的賽後心得強烈批判，認為代表團體出戰跨團體比賽的選手敗戰怎麼可以「覺得感動」。後於8月23日與小島進行無頭銜單打比賽(當時為三冠王者)，獲勝，間接促使之後小島的「敗者復活7番勝負」系列賽。
- 第32代三冠王者時期曾接受四大摔角團體(新日本、全日本、NOAH、大日本)重量級單打冠軍訪問，提到回憶過去自己打過的三冠王座頭銜戰時，仍然對1998年5月1日和三澤光晴在東京巨蛋舉行的三冠戰印象最為深刻，因為是「跟特別的對手在特別的地方」進行的比賽，並提到夢想是能再和三澤打一次三冠戰。
- 2005年退出全日本之後，於4月24日首度登上NOAH擂台，以「初次見面」向NOAH的摔角迷打招呼。
- 因為相當討厭摔角界一些選手「引退後又復出」的行為，所以決定淡出摔角界的時候強調自己不是「引退」，而是「休業」。

## 常見招式
- 顔面踢
  - 以踢擊攻擊頭部、臉部，另有對手在角落時踩第2根繩索並做出頭部踢擊的方式。
- 延髓斬
  - 跳躍後以踢擊攻擊頭部、臉部，此踢擊比一般顏面踢更為強大，常作為決勝技。
- 炸彈摔
  - 因為壓制時常會整個人壓下，所以此技也被稱為川田式炸彈摔。雖然炸彈摔一般是比較高大的選手使用，但因為川田使用這招時觀眾反應熱烈，所以巨人馬場也建議川田多使用。
- 垂直落下技
  - 以吊車翻摔技的方式舉起對手，卻是以垂直落下的方式落下，90年代後期開始於主要比賽常用。
- 岩石落下技
  - 於巨無霸鶴田因肝病退出主要戰線後開始較常使用，其落下角度十分危險。
- 垂直拉伸固定
  - 顏面固定加上會同時扭轉身體的變化。
- 金臂勾
  - 除正面外，還有攻擊後腦勺版本。
- 肘擊
- 垂直落下式炸彈摔
  - 此技為1999年1月22日對三澤光晴三冠戰時意外發明。三澤原欲對川田所使出的炸彈摔做夾腳翻摔反擊，但卻被川田識破而動作中斷，川田也就索性以垂直方式摔下。
  - 之後同年7月23日、2000年3月31日兩人的單打比賽都出現類似場景，不過三澤都順利化解掉。
  - 2002年2月24日三冠戰也以此技重創武藤敬司。
- 足球式顏面踢
  - 對手呈坐姿時，以助跑方式並作出足球射門式的踢擊攻擊對手的頭部或側頭部，為必殺技之一，千禧年後開始較常使用。
- 連續式顏面踢
- 各種踢技
- 連續逆水平劈擊
  - 以逆水平劈擊將對手劈倒，再拉起對手使出逆水平劈擊，連續重複數次，為刻意模仿天龍源一郎的招式。

## 外部連結
- 麺ジャラスK 店長的X（前Twitter）